# Giuseppe Calò
Giuseppe „Pippo“ Calò (* 30. September 1931 in Palermo, Sizilien, Italien) ist ein italienischer Mafioso.

## Leben
Giuseppe Calò wurde 1931 in Palermo geboren. Er wuchs in einem Umfeld auf, welches stark von der Mafiakultur geprägt war. Mit 23 Jahren wurde er in die Cosa Nostra aufgenommen; er wurde Mitglied der Familie von Porta Nuova, eines Stadtteils von Palermo. Die relativ kleine Familie von Porta Nuova war – und ist – eine der wichtigeren Familien von Palermo.
Er stieg schnell in der Hierarchie der Familie auf und wurde 1969, nach dem Ende des Ersten Mafiakriegs, zum Boss der Familie. Ab Anfang der 1970er Jahre hielt er sich hauptsächlich in Rom auf, wo er Kontakte zu neofaschistischen Terroristen, lokalen Kriminellen wie der mächtigen Banda della Magliana und auch zu Politikern und Finanzkreisen knüpfte. Zudem hatte Caló auch enge Kontakte zur Camorra aufgebaut. „Pippo“ Calò wurde innerhalb der Cosa Nostra auch als ihr „Kassenwart“ angesehen, denn er kümmerte sich für viele Familien um deren illegal erworbene Gelder. Zu Calós Familie gehörten mit Nunzio La Mattina und Gerlando Alberti auch einige der führenden Heroinhändler. Mitte der 1970er Jahre kam es innerhalb der Cosa Nostra zum Bruch zwischen ihren traditionellen Vertretern um das Bündnis Gaetano Badalamenti-Stefano Bontade-Salvatore Inzerillo und den Corleonesi, die von Luciano Liggio, Salvatore Riina und Bernardo Provenzano angeführt wurden und sich bald mit den traditionsreichen und mächtigen Grecos um Michele Greco verbündeten. Calò, anfangs ein Verbündeter Stefano Bontades und mit ihm auch in der Kommission verbündet, ging bald zu den Corleonesi über. Viele andere Bosse folgten seinem Beispiel. Im blutigen Zweiten Mafiakrieg vom April 1981 bis zum Herbst 1983 errangen die Corleonesi die Vorherrschaft.
Am 23. Dezember 1984 wurde der Schnellzug 904 von Neapel nach Mailand in die Luft gesprengt, dabei starben 16 Menschen, 200 wurden verletzt. Der Kronzeuge Tommaso Buscetta erklärte, dass sein Boss Pippo Calò diesen Anschlag geplant hatte und ihn von seinen Freunden aus dem neo-faschistischen Milieu ausführen ließ. Dies geschah einzig zu dem Zweck, die öffentliche Aufmerksamkeit von der Cosa Nostra abzulenken. 1985 wurde Calò in Rom verhaftet, wo er sich unter dem Namen Mario Agliarolo aufhielt. Im Maxi-Prozess von 1986 bis 1987 wurde Calò zu lebenslanger Haft verurteilt. Vom Mord am Bankier Roberto Calvi wurde er jedoch freigesprochen.
In einem Prozess im Jahr 2001 sagte sich Calò öffentlich von der Cosa Nostra los und bekannte sich dazu, ehemals ihr Mitglied gewesen zu sein. Er weigerte sich jedoch, ein Pentito (Kronzeuge) zu werden, da er nur Verantwortung für sich allein übernehmen wolle.